# Sphecodes pallitarsis
Sphecodes pallitarsis är en biart som beskrevs av Joseph Vachal 1909. Sphecodes pallitarsis ingår i släktet blodbin, och familjen vägbin. Inga underarter finns listade i Catalogue of Life.